# الطراز الدولي (عمارة)

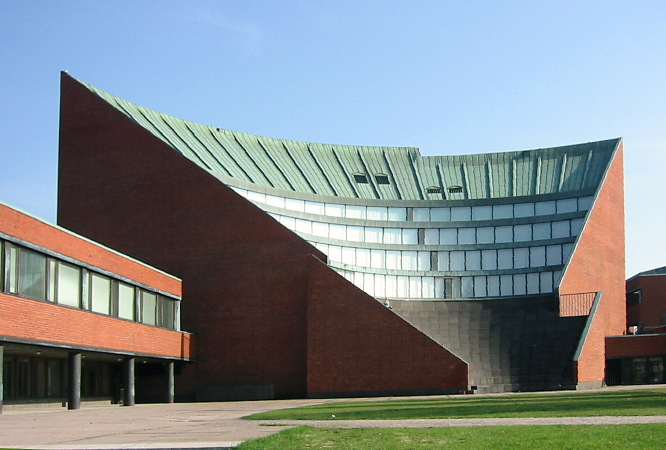
مبنى الأوديتيريوم بجامعة هلسنكي للتكنولوجيا، من تصميم ألفار آلتو

الأسلوب الدولي في العمارة أو الطراز العالمي (بالإنجليزية:International Style Architecture) هو طراز معماري يطغى على مباني العشرينات والثلاثينات من القرن العشرين، التي كانت تتسم بأنها خالية من الخصائص الإقليمية، وتشدد على الوظيفية، وترفض كل عناصر الديكور وعادة النمط الأفقي يؤكد جوانب مبانيها. المصطلح عادة مايشير إلى المباني والمعماريين في الفترة المكونة للحداثة، قبل الحرب العالمية الثانية. وله أصول من اسم كتاب للكاتب Henry-Russell Hitchcock والمعماري فيليب جونسون Philip Johnson، الذي كُتب ليسجل عن المعرض الدولي لمتحف الفن الحديث (MOMA)، الذي عقد في مدينة نيويورك عام 1932.
سمي كذلك بهذه التسمية كونه ظهر في مناطق مختلفة من العالم بنفس الوقت، أي عولمة لفكرة واحدة.

## تاريخ
ظهر مصطلح «الطراز العالمي» عام 1932 في الولايات المتحدة، ليميز الأسلوب الجديد للعمارة الأوربية الحديثة في عقد العشرينات من القرن العشرين. وهو الأسلوب الذي ابتكر لأول مرة من قبل معماريين امثال فرانك لويد رايت ووالترغروبيوس وغيرهم في الحقبة التي سبقت الحرب العالمية الأولى، ثم استمرت في الانتشار في منتصف العشرينات لاحقا. تجسدت معالم الأسلوب الدولي في مبادئ مدرسة باوهاوس، وفي المعرض الفني الذي اقيم في شتوتغارت عام 1927، وبلغ ذروته في أعمال مس فان دي رو.

## خصائص
تشترك جميع اتجاهات الأسلوب الدولي بعدة صفات، حيث تتسم بالوضوح بالتعبير من خلال الخطوط المستقيمة والزوايا القائمة. كما تدعو إلى خلق مساحات متداخلة وربط الفضاء الخارجي بالداخل، بالإضافة لعدم التماثل. ومبانيها خالية من الخصائص الإقليمية، وتشدد على الوظيفية، وترفض كل عناصر الديكور وعادة النمط الأفقي يؤكد جوانب مبانيها.
ارتبطت العمارة الحديثة بصيغة التكرار (المتطابق) سواء على مستوى الجزء (البناية) من خلال المبالغة في تكرار المعالجات، العناصر، الأشكال المجردة، أو على مستوى الكل (البنى) أو ما يطلق عليه بالأسلوب العالمي المعتمد على الاستنساخ والتكرار المتطابق، وعلى صعيد المستويين لم يرتبط ذلك التكرار بتبرير أو معاني تفسره. جاء التكرار في هذه المرحلة نتيجة عدة أسباب منها:
الاستناد إلى محددات ومعايير وظيفية مكررة، مما ولد نماذج وحلول معروفة مسبقا ومحددة الهدف (التجريد العالي المرتبط بجماليات الماكنة). الابتعاد عن المضامين المعنوية والناتج عن الانقطاع عن الماضي واستخدام
التجريد، حيث بقيت الموضوعية البحتة والناحية الوظيفية هي الأساس (عدم ارتباط الحداثة بمعنى دلالي).
وجود ما يسمى بتحقيق التكافؤ من خلال التكرار، فبناء منازل متماثلة معتمدة على تكرار الخرائط التنفيذية نفسها سيؤدي إلى إنتاج منازل متكافئة.
وحدد كل من الناقدين هنري هيتشكوك وفيليب جونسون في كتابهما : الأسلوب الدولي في العمارة عام 1922، المبادئ الجمالية للأسلوب العالمي، التي تمثلت بتصميم الحيز أي الفضاء المطوق بسطوح رقيقة بدل من الكتلة وفي النظام بدل من التناظر، وفي استخدام المواد الأنيقة والتناسب الجيد بدل من التزيين مع اعتماد المرونة في التخطيط. ويمكن القول ان هتشكوك وجونسون قد اوجدوا أسلوب عالمي معاصر له ثلاث سمات هي :
- الفكرة الجديدة للتعامل مع الحجوم بدل من الكتل. أي اعتماد تأثير الحجوم والسطوح المبسطة المنتظمة بدل من تأثر الكتلة والصلابة المستقرة الساكنة.
- التأكيد على الانتظام بالتركيز على نظامية التكوين بدل من التزام التناظر المحوري التام. وهو ما أعطى للتناسب بين عناصر الهيكل العام وتحديد ابعاد الدعائم دوره الواضح الأساس في تحيد ايقاعية الاحياز النحتية.
- تجنب الزخرفة بالابتعاد عن التزيين والتوجه نحو التكوين المعماري.

## مدارس الطراز الدولي
- باوهاوس
- دي شتيل
- بنائية

## أشهر روادها
- مس فان دي رو
- فيليب جونسون
- غيريت ريتفيلد
- والترغروبيوس
- لو كوربوزييه
- لويس كان

## وصلات خارجية
- صور لمباني تتسم بالأسلوب الدولي